# Чёрная пантера (фильм, 1966)
«Чёрная пантера» (нем. Schwarze Panther) — немецкий художественный фильм производства ГДР 1966 года, снятый режиссёром Йозефом Махом на киностудии ДЕФА.
Премьера фильма состоялась 5 августа 1966 года.

## Сюжет
Леон Карвелли и его дочь Мартина — воздушные гимнасты цирка, выступающие высоко под куполом цирка с номером на канате.
Из-за боязни высоты и головокружения Мартина отказывается продолжать участвовать в номере. Она хочет найти свой путь в цирковой жизни и новое поле работы. Больше всего на свете ей нравятся чёрные пантеры и она решает работать укротительницей, но войти в клетку с дикими животными не так-то просто. Когда животные нападают внезапно на Мартину, влюбленный в неё укротитель Дитрих спасает девушку.

## В ролях
- Ангелика Валлер — Мартина Карвелли
- Кристина Ласцар — Кристина
- Ханньо Хассе — Леон Карвелли
- Хельмут Шрайбер — Дитрих, укротитель
- Хорст Кубе — Пауль
- Герд Элерс — конферансье
- Вилли Шраде — директор зоопарка
- Хорст Йонишкан — Петер Босанзо
- Вернер Диссель — Алоис Фельдман, наездник
- Иван Мальре — Альфонс, директор цирка
- Отмар Рихтер
- Гюнтер Юнгханс
- Илзе Фойт — «Бульдог», шеф-повар